# Maià de Montcal
Maià de Montcal és un municipi de la comarca de la Garrotxa, a les Comarques Gironines. El seu terme municipal limita amb les comarques del Pla de l'Estany i l'Alt Empordà, i és travessat pel riu Fluvià, el terreny està accidentat pel Montcal (529 metres) i a la dreta de la riera de Maià. El paisatge està conformat sobretot per roures i alzines.
La seva economia principal és agrícola de secà amb cereals, vinyes i oliveres. Té ramaderia bovina i porcina.
Consta en un document de l'any 978 la donació efectuada, pel comte bisbe Miró III de Cerdanya al monestir de Sant Pere de Besalú, d'una casa i la seva cort, amb el nom "Villa Maliano".
Fins a la publicació del Reial Decret de 27 de juny de 1916 el municipi es deia simplement Maià.
L'any 1969 aquest municipi va incorporar el terme de Dosquers.

## Geografia
- Llista de topònims de Maià de Montcal (Orografia: muntanyes, serres, collades, indrets..; hidrografia: rius, fonts...; edificis: cases, masies, esglésies, etc).

## Demografia
| Entitat de població            | Habitants (2024) |
| Maià de Montcal                | 191              |
| Bruguers                       | 103              |
| les Carreres                   | 65               |
| Jonqueres                      | 33               |
| la Riera                       | 24               |
| Llorenç i el Molí d'en Llorenç | 23               |
| Dosquers                       | 21               |
| el Pla de Baix                 | 14               |
| Usall                          | 9                |
| Vila-rodona                    | 5                |
| Font: Idescat                  |                  |

| 1497 f | 1515 f | 1553 f | 1717 | 1787 | 1857 | 1877 | 1887 | 1900 | 1910 |
| ------ | ------ | ------ | ---- | ---- | ---- | ---- | ---- | ---- | ---- |
| 47     | 45     | 50     | 246  | 253  | 926  | 887  | 809  | 708  | 805  |

| 1920 | 1930 | 1940 | 1950 | 1960 | 1970 | 1981 | 1990 | 1992 | 1994 |
| ---- | ---- | ---- | ---- | ---- | ---- | ---- | ---- | ---- | ---- |
| 773  | 691  | 682  | 656  | 578  | 500  | 385  | 349  | 323  | 323  |

| 1996 | 1998 | 2000 | 2002 | 2004 | 2006 | 2008 | 2010 | 2012 | 2014 |
| ---- | ---- | ---- | ---- | ---- | ---- | ---- | ---- | ---- | ---- |
| 320  | 329  | 321  | 324  | 365  | 379  | 407  | 433  | 443  | 443  |

| 2016 | 2018 | 2020 | 2022 | 2024 | 2026 | 2028 | 2030 | 2032 | 2034 |
| ---- | ---- | ---- | ---- | ---- | ---- | ---- | ---- | ---- | ---- |
| 433  | 413  | 463  | 462  | 491  | -    | -    | -    | -    | -    |

El 1717 incorpora Ormoyé o Armogués, i el 1970, Dosquers.

## Indrets d'interès
- Església de Sant Vicenç. Segle X
- Santuari de Santa Magdalena de Maià. Segle XII
- Ermita dels Sants Prim i Felicià. Segle XVIII, en l'interior del qual es troba un pou d'aigua miraculosa, segons creença popular.
- Castell de Dosquers. Documentat des de l'any 1245

Al cementiri és enterrat el polític i economista Ernest Lluch (Vilassar de Mar, 1937 – Barcelona, 2000), que passà llargues temporades al poble.